# 小林エンジェリーナ優姫
小林 エンジェリーナ優姫（こばやし えんじぇりーな ゆき、1999年12月10日 - ）は、日本の元女子バレーボール選手である。英名はエンジェリーナ・グロモス（Angelina Gromos）。

## 来歴
イリノイ州シカゴ出身。日本国籍。高校教師に勧められ高校1年生からバレーボールを始めた。
ノーザンイリノイ大学 (en) を経て、ウィスコンシン大学グリーンベイ校大学院に進学。2022年はコロナ禍による特例で同大学のチームでプレーし、大学リーグ3位に貢献した。
2023年、2月のユニバーシアード代表合宿に召集される。その後、日本代表に選出された。同年、V・サマーリーグ西部大会にユニバ代表として出場した。6月には第31回ユニバーシアード代表に選出。チームは銀メダルを獲得した。
同年、V.LEAGUE DIVISION2 WOMEN（V2女子）に所属するヴィクトリーナ姫路に入団した。V2女子の試合に出場し、Vリーグデビューを果たした。
2024年4月4日、現役引退を発表。

## 人物・エピソード
- 父はアメリカ国籍で身長203cmの元バスケットボール選手であるジェフ・グロモス。フランスやエジプトを経て日本のトヨタ自動車ペイサーズ（現・アルバルク東京）で5年ほどプレーした。母は千葉県船橋市出身である[3][2]。
- 小中学生時代に、長い夏休みを利用して船橋市の学校に通った経験がある[3][2]。
- 日本代表に召集される前は、2023年の大学院修了を機にバレーボールを引退しアメリカ合衆国の日本企業に就職しようと考えていた[4][2]。
- 日本代表では身長193cmの河村めぐみ、Vリーグ選手では身長195cmの塚原佳代子を上回り日本人女子選手として歴代最長身であった[13]。

## 球歴
- ユニバーシアード日本代表 - 2023年
- 日本代表（2023年）

## 所属チーム
- ノーザンイリノイ大学 (en)
- ウィスコンシン大学グリーンベイ校
- ヴィクトリーナ姫路（2023-2024年）